# Jacob Willekens

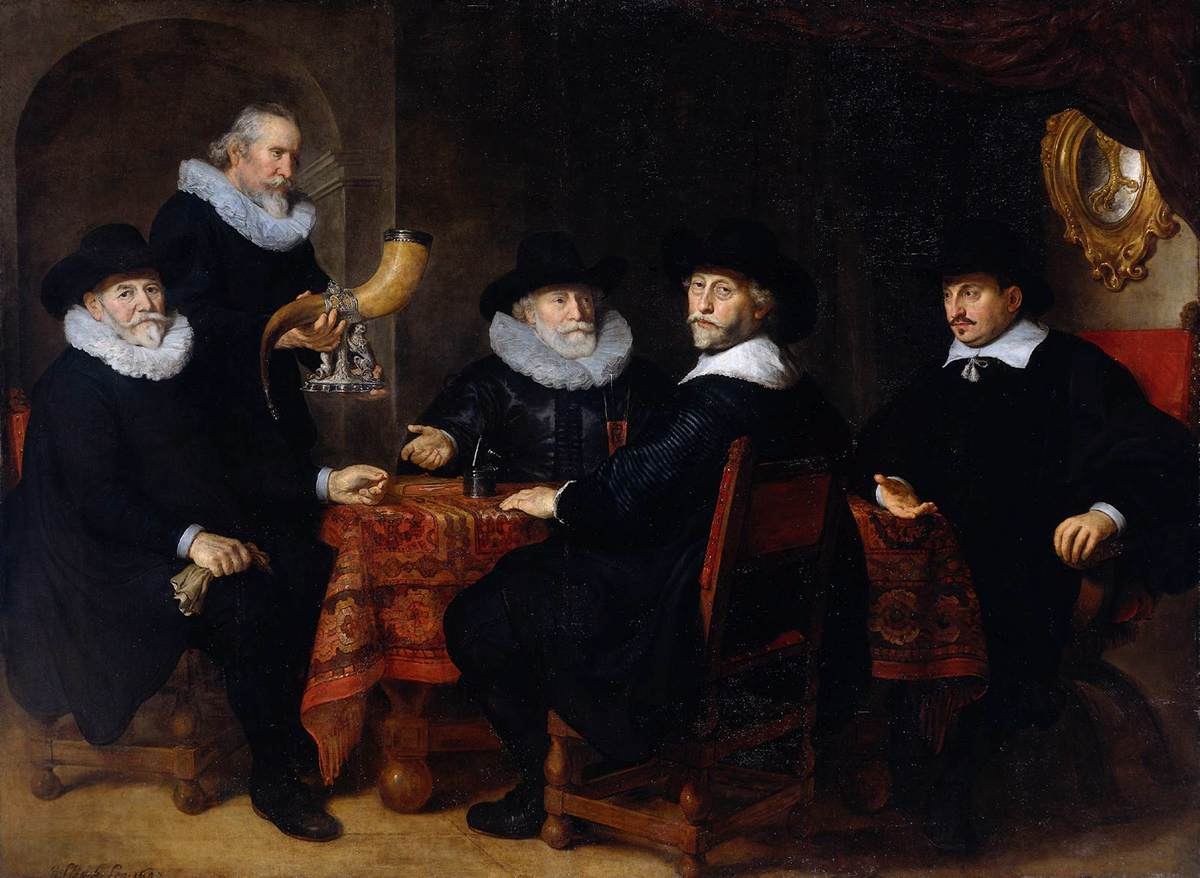
Albert Burgh, Jan Claesz. Vlooswijck, Pieter Reael y Jacob Willekens en una obra de Govert Flinck en 1642

Jacobus Willeke(n)s o Jacob Wilkens (Ámsterdam, 1564 – Ámsterdam, 29 de enero de 1649), fue un comerciante (vendedor de arenques) y marino neerlandés, recordado por haber sido el almirante de una de las primeras flota neerlandesas que partió hacia las Indias Orientales Neerlandesas. En 1624 volvió a hacerse a la mar otra vez, a la edad de cincuenta años, al servicio de la Compañía Neerlandesa de las Indias Occidentales, logrando su éxito más conocido, la conquista en 1624 de San Salvador de Bahía, la entonces capital de Brasil.
En 1639 se convirtió en el almirante de Ámsterdam y de la zona norte. También fue regente del Consejo Cívico y oficial de la milicia.

## Biografía

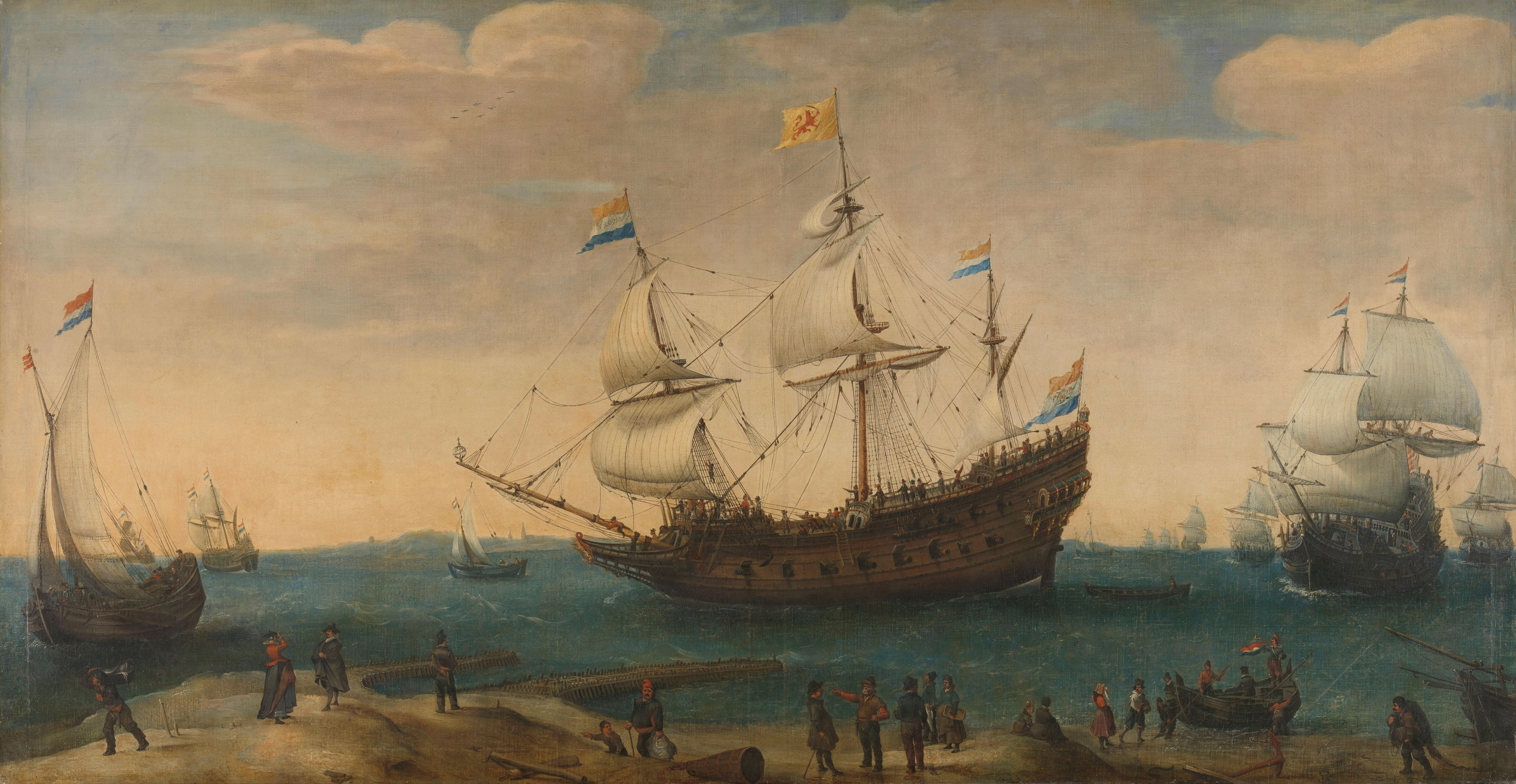
El barco Mauritius. Hendrik Cornelisz. Vroom (1600)

Poco se sabe de los primeros años de Willekes, que era un comprador de arenque de Ámsterdam en Nieuwendijk. Su padre era de Riga. En 1599 se embarcó al servicio de la Compagnie van Verre [Compañía de larga distancia] o Antigua Compañía de Bantam, con Cornelis van Heemskerck y Claes Symonsz. Meebael. Recibió el permiso de los Estados Generales para navegar a China. Esta se conoce como Cuarta flota. A las cuatro naves se les dio una instrucción de cómo actuar en la reunión con la flota anterior, la Tercera flota, dirigida por Steven van der Haghen. 
La flota partió de Texel en la Navidad de 1599, el 21 de diciembre, constando de cuatro barcos, Mauritius, Hollandia, Vriesland y Overijssel. Al mismo tiempo, partía otra flota de cuatro barcos de la competencia,  la Brabantsche Compagnie, al mando de Pieter Both y Paulus van Caerden. En Antogil, en Madagascar, desembarcaron tres semanas para cuidar a los enfermos y obtener suministros de refresco. A continuación, se embarcaron a las islas Maldivas. Lo que pasó después no está claro, si no tuvieron éxito en el comercio en Aceh  y decidieron de repente navegar, mientras el sultán les tenía una recepción preparada. Frederick de Houtman que estaba apresado, había esperado que los cuatro barcos les liberarían a él y sus compañeros de cautiverio. Laurens Bicker finalmente pudo liberarlo en agosto de 1600.
Wilkens navegó en un tiempo récord de siete meses y diez días hasta Bantam. Allí encontraron a Caerden y Both. Ambos y Wilkens firmaron un contrato de colaboración y el precio de la pimienta. (Foreest, p. 83.) Cuando llegó Steven van der Haghen a Bantam, también firmó el documento, lo que apuntaba a la fusión de varias empresas para, ya que había común acuerdo, que siete barcos navegasen de regreso y Meebael quedó atrás. El liderazgo de la flota era en rotación. El 4 de septiembre de 1601, los hombres estaban de regreso en Texel.
El Hollandia de Van Heemskerck, hermano de Jacob van Heemskerck navegó a través de las islas Molucas. (Wilkens y Van Heemskerck no viajaban juntos.)
En 1617 y 1620 tuvo dos hijos bautizados.

## Contexto de las expediciones neerlandesas de 1623 contra los españoles
En el marco general de la Guerra de los Ochenta Años (1568-1648), la coronación en 1621 de Felipe IV y el fin de la tregua de 12 años entre la República de los Siete Países Bajos Unidos y España, aumentaron las tensiones entre ambas ya que España aún no reconocía la independencia de la república. Los Países Bajos, bajo un régimen liberal, habían desarrollado una potente armada e importantes recursos, además de marinos de gran experiencia. El príncipe Mauricio de Nassau extendió la guerra a las colonias españolas en América y Oceanía pensando que la pérdida de importantes colonias causaría la ruina de España en la guerra. Así se planeaban al tiempo dos grandes campañas contra el virreinato del Perú y Brasil.
En abril de 1623 Jacques L'Hermite fue encargado por el príncipe Mauricio de Nassau y los Estados Generales de los Países Bajos para comandar una flota de once barcos conocida como la flota de Nassau (Nassausche vloot) con 1039 tripulantes y 600 soldados, al frente de la nave insignia Ámsterdam. La flota zarpó desde Ámsterdam en un viaje de circunnavegación hacia el oeste, a la costa occidental de América del Sur, con el objetivo de capturar los buques españoles que salían del Perú transportando plata y establecer una colonia neerlandesa en Perú o Chile, en ese tiempo conocidos como el virreinato del Perú.

## La expedición a Brasil de la Compañía Neerlandesa de las Indias Occidentales

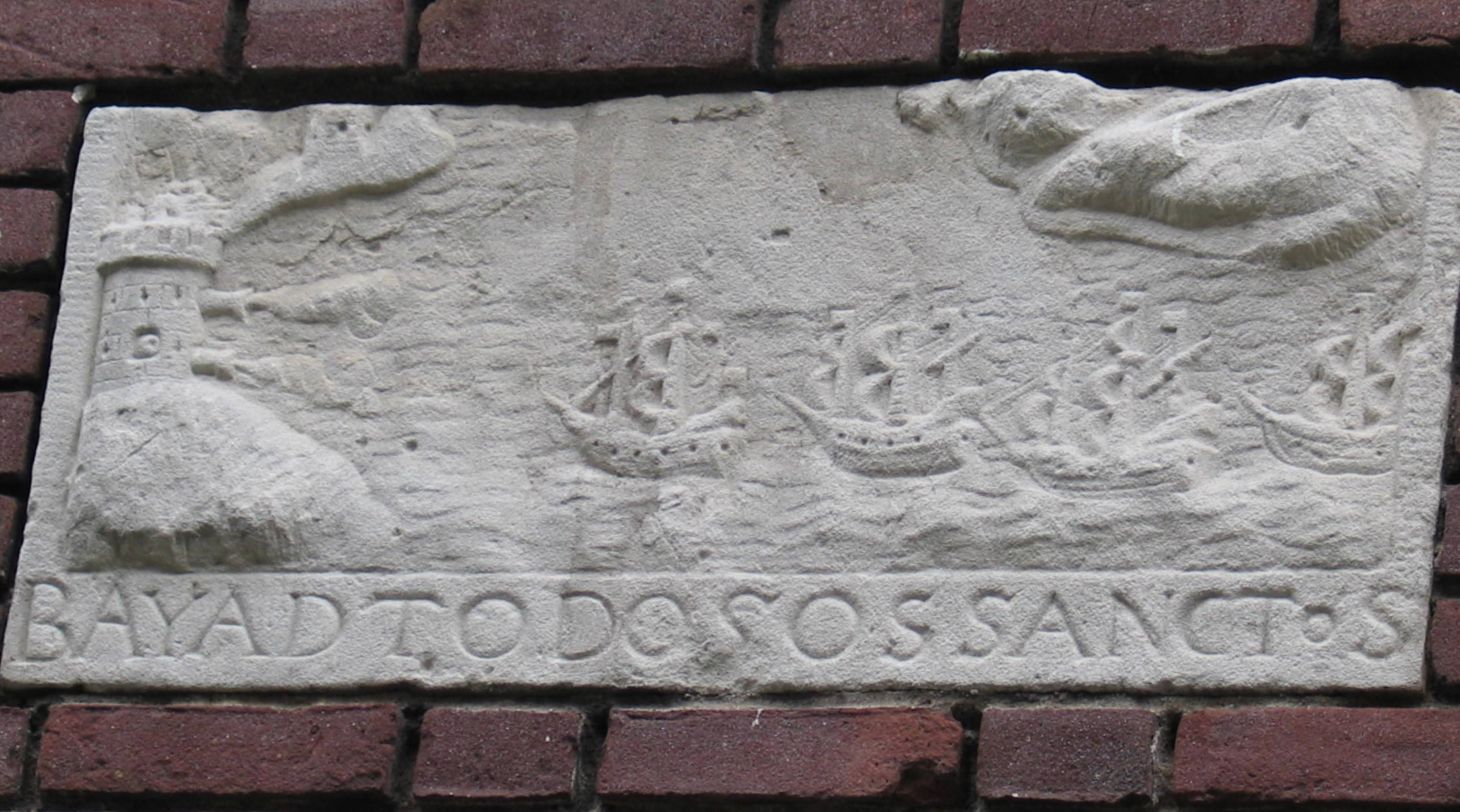
Placa en Rozenstraat en Jordaan

Maurico de Nassau comprometió a la Compañía Neerlandesa de las Indias Occidentales (Westindische Compagnie o WIC) para su segunda expedición. La WIC contrató en ese momento a Willekens, que llevaba mucho tiempo sin hacerse a la mar, para que ocupara el cargo de almirante de una flota dirigida de forma conjunta. Esta flota tenía como misiones la conquista de San Salvador; la del más grande puerto azucarero de Brasil, São Paulo; y la de Luanda, el puesto principal de trata de esclavos de los portugueses en la costa de Angola. Los barcos neerlandeses llevaban infantes de marina con ellos. Su éxito principal fue la captura de la ciudad de San Salvador de Bahía, la antigua capital de Brasil. Esta flota, con el vicealmirante Piet Hein partió de Texel el 22 de diciembre de 1623 con 26 buques y 3300 tripulantes hacia América del Sur.
A principios de junio de 1624 comenzaron sus primeros ataques desde el mar y luego capturaron el fuerte portugués con poca resistencia. (Al mismo tiempo, partió de Texel una flota de once barcos liderados por Jacques L'Hermite para realizar un bloqueo del puerto del Pacífico de Callao de Lima y cayó sobre la costa del Perú.) Ocuparon Bahía y parte de la flota la ocupó durante más de un año antes de que la población local se levantase en armas dirigida por el gobernador interino Matías de Albuquerque (1580-1647), y el arzobispo Dom Marcos Teixeira que finalmente les expulsaron en mayo de 1625, con la ayuda de una flota combinada española-portuguesa, conocida a veces como la Jornada del Brasil, de 52 buques de guerra y 12 000 soldados al mando de Fadrique de Toledo. Llegaron el 30 de marzo de 1625 y tras un mes de sitio los neerlandeses, al mando de Johan van Dorth y Hans Kyff se rindieron el 30 de abril. Los españoles capturaron a 1912 soldados (incluidos alemanes e ingleses), 18 banderas, 260 cañoñes, 6 barcos y 500 esclavos negros. Esta fue la primera gran expedición de corso de la WIC a la región.
Entretanto Willekens también participó en un ataque con éxito a Río de Janeiro con Hein en 1626, pero después de una disputa sobre a quién correspondía el mando, los dos se separaron, regresando Willekens a Ámsterdam. Pocas semanas después, Hein, ya separado de Willekens, llevó a cabo un ataque fallido contra Luanda (Angola), en poder de los portugueses. Después de volver, Willekens fue enviado a Argel.
Willekens se unió en 1639, ya con 75 años,  al vroedschap (Consejo del Ayuntamiento) y desde 1639 hasta 1648, fue integrante  del consejo en el Almirantazgo de Ámsterdam. En 1642, él junto con Albert Burgh aparecen en un cuadro de la milicia pintado por Govert Flinck. Wilkens fue enterrado en Zuiderkerk en 1649.